# Палитра Ле Корбюзье
Палитра Ле Корбюзье, или Архитектурная полихромия Ле Корбюзье (фр. Polychromie Architecturale Le Corbusier) — цветовая система, созданная швейцарско-французским архитектором Ле Корбюзье в 1931 и 1959 годах для использования в архитектуре и дизайне интерьеров. Эта палитра включает 63 тщательно подобранных цвета, которые основаны на принципах восприятия пространства, света и гармонии.

## История создания
Ле Корбюзье уделял значительное внимание цвету в архитектуре и его воздействию на человеческое восприятие. Он считал, что цвет способен формировать пространство, создавая глубину, световые эффекты и эмоциональные состояния. Ле Корбюзье полагал, что цвет играет важную роль в вызывании эмоций и создании пространственных иллюзий; его теория цвета была описана в работе «Clavier de couleurs», опубликованной в 1931 году. В ней он представил свою концепцию и тщательно подобранную палитру 43 цветов, предназначенных для использования в конкретных архитектурных контекстах, а в 1959 году дополнил её 20 новыми оттенками, доведя общее количество цветов до 63.

## Структура палитры
Палитра Ле Корбюзье основана на принципах гармоничного сочетания цветов и их влияния на восприятие пространства.

### Палитра 1931 года
Первая версия палитры состояла из 43 цветов, объединённых в 14 серий, которые были сгруппированы по функциональному назначению:
- Нейтральные и естественные оттенки — серые, бежевые, песочные цвета, создающие спокойный фон.
- Землистые цвета — охра, терракота, коричневый, приближенные к природным материалам.
- Яркие акцентные цвета — насыщенные красные, синие, зелёные оттенки, используемые для создания динамики[1].

### Палитра 1959 года
Вторая версия была расширена до 63 цветов. Новые оттенки включали:
- Глубокие и насыщенные цвета — темно-синий, бордовый, насыщенный зелёный.
- Оттенки, усиливающие световые эффекты — более яркие вариации жёлтого и оранжевого.
- Дополнительные серые и пастельные цвета для архитектурных решений[3].

## Принципы использования
Ле Корбюзье разработал три основных принципа использования своей цветовой палитры:
1. Создание атмосферы — выбор цвета должен соответствовать функционалу пространства (например, спокойные тона для отдыха, активные для работы).
2. Гармония и контрасты — нейтральные цвета сочетаются с яркими акцентами.
3. Оптические эффекты — светлые цвета расширяют пространство, а тёмные создают глубину и акцентируют внимание[3].

## Влияние на архитектуру
Палитра Ле Корбюзье нашла широкое применение в архитектуре и дизайне интерьеров. Она использовалась в проектах «Unité d’Habitation», «Вилла Савой» и других знаковых сооружениях. Архитекторы и дизайнеры продолжают применять его цветовые схемы благодаря их универсальности и эстетической выразительности.

## Современное применение
Сегодня палитра Ле Корбюзье остаётся востребованной. Компания «Les Couleurs Le Corbusier» производит краски и отделочные материалы, соответствующие оригинальным цветовым решениям архитектора. Эти цвета активно используются в современных проектах для жилых и коммерческих зданий.